# 說故事者
《說故事者》是一款益智游戏。玩家需在限定的格數内拼凑和擺放分鏡和角色以達成故事目標。遊戲由丹尼爾·本梅爾吉開發，在2023年3月23日由安納布爾納互動發行於Microsoft Windows、macOS、任天堂Switch上，並同年9月26日登陸iOS和Android。遊戲發行後評價中庸，評論者主要讚揚本作概念，然而批評遊戲關卡過於重複。

## 內容與玩法

《説故事者》第一章「生與死」的第三頁「來生」，故事目標為「看到愛人的幽魂」，玩家需以兩個分鏡「愛情」和「死亡」，以及兩位角色「亞當」和「夏娃」，來拼凑故事以達到目標

《説故事者》中總共分為13章，每一章節又分為三四頁（即關卡），且主綫故事皆為不同主題，包括英雄、謊言、愛情等。在每一頁中都會有一故事目標，並會給出不同分鏡和角色，玩家需在限定的漫畫格數内拼凑和擺放這些分鏡和角色，使其符合目標。玩家前置的每個分鏡和角色，都會影響角色屬性，例如兩位角色在「愛情」分鏡中，兩人便會相愛；也會產生蝴蝶效應，改變後面的故事發展，例如當角色在「死亡」分鏡中離世，後面的分鏡會成為鬼魂。然而，每個角色都會有不同的性格特質，在遇到不同場景的時候也會有不同的行為，如騎士在“懸崖”分鏡中對謀殺他人持謹慎態度，但男爵則無論如何都會施行謀殺。

## 開發

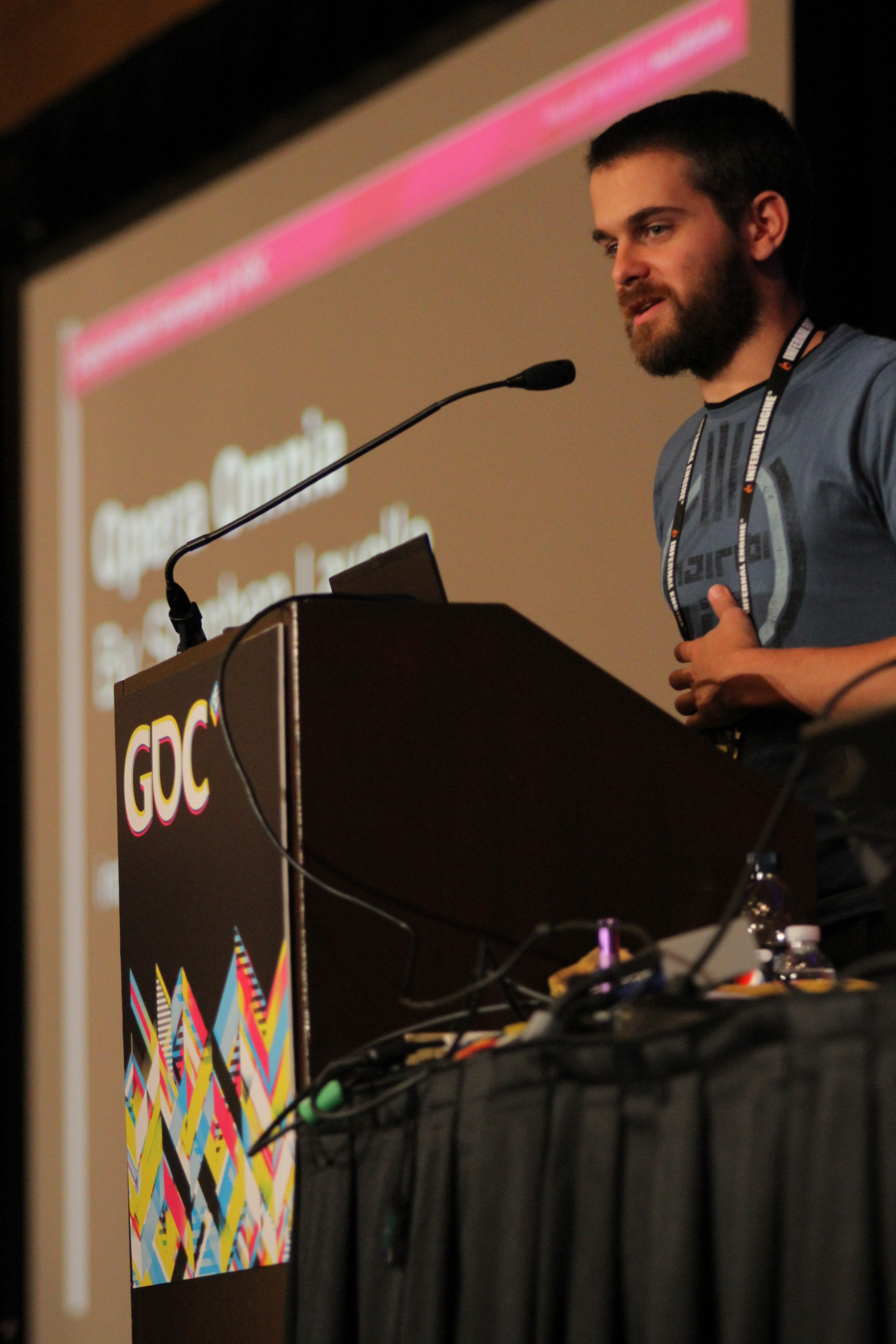
《説故事者》開發者丹尼爾·本梅爾吉

《説故事者》開發始於2008年，阿根廷開發者丹尼爾·本梅爾吉正從Gameloft辭職，轉向獨立開發遊戲。本梅爾吉將2008年視作獨立遊戲的「黃金時代」，因為在當時有不少成功的獨立遊戲，諸如《費茲大冒險》、《時空幻境》、《粘粘世界》等。他於是也打算獨立開發遊戲，其中一個想法便是讓玩家使用漫畫格創作故事。同時，他指在兒時他的父母常給他讀圖畫書，而自己十分想「干預」故事，《説故事者》便由此而生。在開發時，本梅爾吉希望能讓玩家不單探索如何能讓故事符合標題，而也可以拼凑出其它不同情節。故此，他採取了與《暴雨殺機》相似的機制，使玩家在遊戲中前置的分鏡和角色，會影響後續的故事發展。在設計關卡時，本梅爾吉先設定具體故事走向，思考可以用哪些角色達到故事目標，再思考角色在不同情景下會發生什麼事件，從而構建起整個故事。之後才再去製作這些分鏡和角色在故事目標以外，不同拼凑下有可能發生的其它故事。
開發早期的藝術由本梅爾吉一人所繪，因為他喜愛像素畫，同時也是他唯一懂的藝術風格，於是完全使用像素風。然而，單靠像素畫難以傳達故事内容，所以本梅爾吉加入了大量文本來解釋每格中發生的事情。但他又認為文本多餘，希望擺脫文本，在角色原型添加更多細節，來達到僅從畫面便可傳達故事。新藝術由赫雷米亞斯·達維尼（Jeremías Davini）設計，他放棄了原有的像素風，使用古式童話故事書風格。而遊戲背景音樂與音效則由音樂家和劇作家費達歷高·齊普斯（Federico Zypce）所譜。因為本梅爾吉是齊普斯的粉絲，故此邀請他為遊戲配樂。開發時，他們希望讓背景音樂有熟悉感，但同時又希望有部分是自創音樂，於是齊普斯將古典音樂融入到自己的原創作品中。
遊戲開發歷時將近十五年，本梅爾吉在期間曾三四次放下開發。他指出《説故事者》與其它遊戲概念不同，在遇到問題時沒有任何能作參考的遊戲。所以他一度放棄遊戲開發，轉而設計「簡單、無需那麼費勁」的遊戲來積累經驗，之後再拾起本作的開發。而當他每次遇到難題，都會停止製作《説故事者》半年或一年，待休息過後再解決。

## 發行
遊戲在2008年時便以網頁遊戲的形式登場。2013年，本梅爾吉在YouTube上的公開Alpha版遊戲片段。2018年，他宣佈與安納布爾納互動合作，由安納布爾納負責遊戲發行。並在2021年的安納布爾納展上首次公開遊戲新版的片段，同年7月發佈限時遊戲演示。2023年3月23日，遊戲透過Steam在Microsoft Windows和macOS上，以及任天堂Switch上發行。同年9月26日透過Netflix登陸iOS和Android，並在所有平台上同步更新新版本。

## 反響

### 評價
| 汇总媒体             | 得分                  |
| -------------------- | --------------------- |
| Metacritic           | PC：70/100 NS：73/100 |
| OpenCritic（推荐率） | 44%                   |

| 媒体          | 得分            |
| ------------- | --------------- |
| GameSpot      | 4/10            |
| HardcoreGamer | 3.5/5           |
| Nintendo Life | [ 18 ]          |
| Shacknews     | 7/10            |
| TouchArcade   | NS：4/5 · iOS： |
| 偏鋒雜誌      | 3/5             |

根據評論匯總網站Metacritic，《說故事者》的評價屬「褒貶不一或中庸」；而在評論匯總網站OpenCritic匯總的32篇評論中，正面評價佔44%。評論者褒揚遊戲概念、畫風、音樂，但同時對關卡重複作批評。
GameSpot的認為遊戲改變前置事件牽動後續事件的概念簡明、創新、有趣，同時認為卡通簡約風格的藝術可愛迷人。《Hardcore Gamer》的称赞開發者丹尼爾·本梅爾吉能夠抓住並運用這一獨特的概念，他指出遊戲雖短但並無拉低品質，反而減去對遊戲運用意象時的沉悶。不只對於概念，評論者對遊戲其他方面亦有讚許。Shacknews的表示她享受反覆嘗試的過程，因為即使是拼凑出的内容不合目標，最終錯誤結果也是值得一看。她也讚賞遊戲畫面與背景音樂，指動畫極其漂亮、角色情韻絕佳、插圖可愛至極，而古典式背景音樂則舒適愜意。有評測任天堂Switch版的評論者，包括Nintendo Life的洛厄爾·貝爾和TouchArcade的皆稱讚無論是使用手柄還是觸控屏，控制都很是直觀。在評測iOS新版本時指新版本感覺像是增強版，並認為更新花了很多心思，樂於看見遊戲超越自身潛力。
然而，遊戲關卡重複備受評論者批評。GameSpot的雖指遊戲概念簡明，但同時又批評玩法過於簡單，在遊戲中期開始，分鏡和角色重複使人感覺非常乏味。她表示在掌握分鏡和角色的擺放會產生什麽影響時，“每個關卡就不像是謎題，而更像是反應練習，為進入下一關而把東西安放正確”，缺乏挑戰。史蒂芬·斯凱夫（Steven Scaife）在《偏鋒雜誌》撰文，道出遊戲輕快風格背後的代價便是削弱了複雜程度，在避免分鏡和角色過多的同時，容易缺乏情趣興味。Nintendo Life的貝爾表示雖然遊戲最後三章難度有所提高，難倒了他，是“《說故事者》最為突出的地方”，但卻在真正感受到挑戰的時候完結，是唯一遺憾之處。而Shacknews的則稱遊戲缺乏線索，对于休閒益智遊戲玩家而言，難以完成所有《說故事者》中的故事。

### 獎項
2012年，《說故事者》在獨立遊戲節奪得名為Nuovo獎的創新獎。

## 外部連結
- 官方网站  （英文）